# Morti nel 305
| Questa pagina contiene informazioni ricavate automaticamente dalle voci biografiche con l'ausilio del template Bio e di un bot. L'aggiornamento è periodico e automatico e ricostruisce completamente la pagina. Se manca una persona in questa lista, sei pregato di non aggiungerla, ma accertati piuttosto che la sua voce biografica contenga il template Bio e che i dati anagrafici siano correttamente compilati. Se il template Bio manca, inseriscilo tu stesso o, in alternativa, metti l'avviso {{tmp\|Bio}} che ne segnala la mancanza. Se i dati riportati sono sbagliati, correggi direttamente la voce biografica; le modifiche saranno visibili in questa lista entro pochi giorni. Per chiarimenti vedi il progetto biografie. La lista contiene solo le 10 persone che sono citate nell'enciclopedia e per le quali è stato implementato correttamente il template Bio. Pagina aggiornata al 10 feb 2025. |

- 21 gennaio - Sant'Agnese, santa romana
- 11 maggio - Antimo di Roma, prete romano
- 27 luglio - Pantaleone di Nicomedia, santo romano
- 19 settembre - Desiderio, religioso italiano
- 19 settembre - San Gennaro, vescovo romano (n. 272)
- 19 settembre - Procolo di Pozzuoli, santo romano
- 19 settembre - Sossio di Miseno, santo romano (n. 275)
- Albano d'Inghilterra, militare romano
- Sant'Atenogene, vescovo armeno
- Fabio, romano